# Lore (Star Trek)
Lore (interpretat de Brent Spiner) este un android prototip fictiv și fratele androizilor Data și B-4. Cu toate acestea, în timp ce Data este virtuos și B-4 este primitiv, Lore este sofisticat, inteligent, gelos și egoist, fiind fratele geamăn cel rău din cadrul acestui grup.
Lore apare prima oară în episodul "Datalore", episod în care a fost activat. El reapare în "Brothers" și în ambele părți ale episodului  "Descent", la sfârșitul căruia este dezactivat și demontat permanent.